# Тшебеж
Тшебеж (пол. Trzebież) — село в Польщі, у гміні Полиці Полицького повіту Західнопоморського воєводства.
Населення — 2136 осіб (2011).

## Демографія
Демографічна структура станом на 31 березня 2011 року:
|          | Загалом | Допрацездатний вік | Працездатний вік | Постпрацездатний вік |
| -------- | ------- | ------------------ | ---------------- | -------------------- |
| Чоловіки | 1077    | 226                | 776              | 75                   |
| Жінки    | 1059    | 184                | 643              | 232                  |
| Разом    | 2136    | 410                | 1419             | 307                  |